# Toshio Kuroiwa
Toshio Kuroiwa (黒岩 利雄, Kuroiwa Toshio) né le 25 décembre 1908 et disparaît le 26 août 1944 au large de la péninsule malaise, c'est un as du Service aérien de la Marine impériale japonaise. Il est crédité de 13 victoires aériennes.

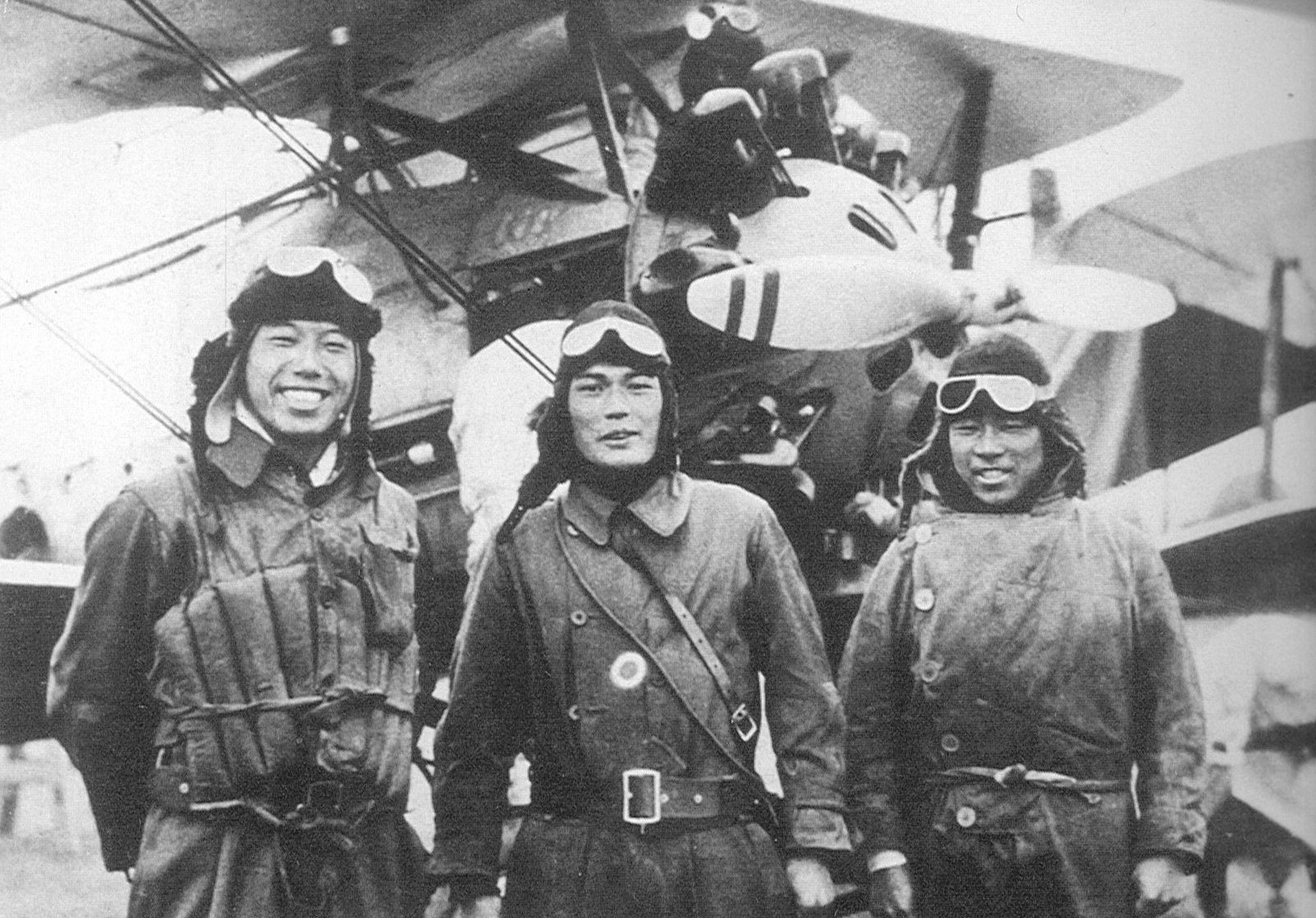
Toshio Kuroiwa (au centre), pose devant un Nakajima A1N Type 3 avec les deux autres pilotes avec lesquels il a abattu l'avion de Robert Short le 22 février 1932.

## Biographie
Pendant la guerre de Shanghai du 22 février 1932, alors qu'il est affecté dans le groupe de chasseurs du porte-avion Kaga, Kuroiwa participe à abattre le premier avion ennemi du combat. Durant le combat aérien, lui et deux autres pilotes de son unité détruisent un chasseur chinois piloté par l'Américain Robert Short.
En 1938, durant la seconde guerre sino-japonaise, affecté au 12e groupe aérien, Kuroiwa combat intensément contre les appareils chinois. En 1939, il est jugé trop âgé pour continuer sa carrière et il quitte alors l'armée pour redevenir pilote dans le civil pour la compagnie aérienne impériale japonaise. Le 26 août 1944, l'avion de transport civil qu'il pilote disparaît au large de la péninsule malaise, et ni la carcasse ni le corps de Kuroiwa ne sont retrouvés.